# Spilomelini
De Spilomelini zijn een geslachtengroep van vlinders uit de familie van de grasmotten (Crambidae), uit de onderfamilie van de Spilomelinae.

## Geslachten
Tussen haakjes een indicatie van het aantal soorten binnen het geslacht.
- Aethaloessa Lederer, 1863 (3)
- Ceratarcha Swinhoe, 1894 (2)
- Cirrhocephalina Munroe, 1995 (5)
- Cnaphalocrocis Lederer, 1863 (29)
- Eporidia Walker, 1859 (1)
- Geshna Dyar, 1906 (1)
- Marasmia Lederer, 1863 (8)
- Marasmianympha Munroe, 1991 (1)
- Massepha Walker, 1859 (17)
- Orphanostigma Warren, 1890 (7)
- Palpusia Amsel, 1956 (10)
- Rhectocraspeda Warren, 1892 (2)
- Salbia Guenée, 1854 (34)
- Scaptesylodes Munroe, 1976 (2)
- Siga Hübner, 1820 (2)
- Spilomela Guenée, 1854 (8)
- Zeuzerobotys Munroe, 1963 (1)